# Chelonarium hirtum
Chelonarium hirtum is een keversoort uit de familie Chelonariidae. De wetenschappelijke naam van de soort is voor het eerst geldig gepubliceerd in 1887 door Fleutiaux.